# 폴 쿡
폴 토머스 쿡(영어: Paul Thomas Cook, 1956년 7월 20일 ~ )은 영국의 음악가로, 드러머이자 펑크 록 밴드 섹스 피스톨즈의 창립 멤버로 가장 잘 알려져 있다. 그는 펑크 음악계의 친구들로부터 "쿠키"라는 별명을 얻었다.

## 어린 시절 및 경력
쿡은 해머스미스에서 자랐으며, 현재 피닉스 고등학교인 런던의 화이트 시티 에스테이트에 위치한 크리스토퍼 렌 학교에 다녔다. 그곳에서 그는 스티브 존스를 만났다. 두 사람은 친구가 되었고, 1972년부터 1973년까지 학교를 결석하면서 쿡과 존스는 학교 친구인 월리 나이팅게일과 함께 스트랜드라는 밴드를 결성했다. 그 후 3년 동안 스트랜드는 섹스 피스톨즈로 발전했다.
쿡의 초기 영향력에는 데이비드 보위, 티렉스, 록시 뮤직, 슬레이드와 같은 모타운, 스카, 글램 록 배우들뿐만 아니라 페이시스의 케니 존스, 록시 뮤직의 폴 톰슨, 알 잭슨 주니어, 지미 헨드릭스 익스피리언스의 미치 미첼도 포함되었다.

## 사생활
쿡은 컬처 클럽 출신인 아내 제니 쿡과 솔로 뮤지션인 딸 홀리 쿡과 함께 해머스미스에 살고 있다. 쿡은 할리우드 유나이티드에서 축구도 했다.